# Augustin Laurent

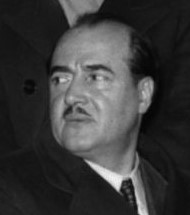
Augustin Laurent (1946)

Augustin Laurent (* 9. September 1896 in Wahagnies, Département Nord; † 1. Oktober 1990 in Wasquehal, Département Nord) war ein französischer Politiker der SFIO (Section française de l’Internationale ouvrière), der unter anderem zwischen 1936 und 1942 Mitglied der Abgeordnetenkammer war sowie von 1944 bis 1947 verschiedene Ministerämter innehatte. Er war zugleich zwischen 1945 und 1958 Mitglied der Nationalversammlung und bekleidete von 1955 bis 1973 das Amt des Bürgermeisters von Lille.

## Leben
Augustin Laurent war ein Sohn von Arthur Laurent, der von 1919 bis 1950 Bürgermeister von Wahagnies und Funktionär des Allgemeinen Gewerkschaftsbundes CGT (Confédération générale du travail) war, sowie der ältere Bruder von Marceau Laurent (1901–1976), der von 1950 bis 1976 ebenfalls Bürgermeister von Wahagnies sowie zwischen 1962 und 1968 Mitglied der Nationalversammlung. Er arbeitete als Bergmann, wurde 1912 Mitglied der Französischen Sektion der Arbeiter-Internationale SFIO (Section française de l’Internationale ouvrière) und nahm am Ersten Weltkrieg teil. 1931 wurde er für die SFIO erstmals Mitglied des Generalrates des Département Nord und vertrat in diesem bis 1940 den Kanton Pont-à-Marcq. Als Nachfolger von Victor Desprez-Potié wurde er bei der Wahl am 3. Mai 1936 für die SFIO zum Mitglied der Abgeordnetenkammer (Chambre des députés) gewählt und gehörte dieser nominell bis zum 31. Mai 1942 an.

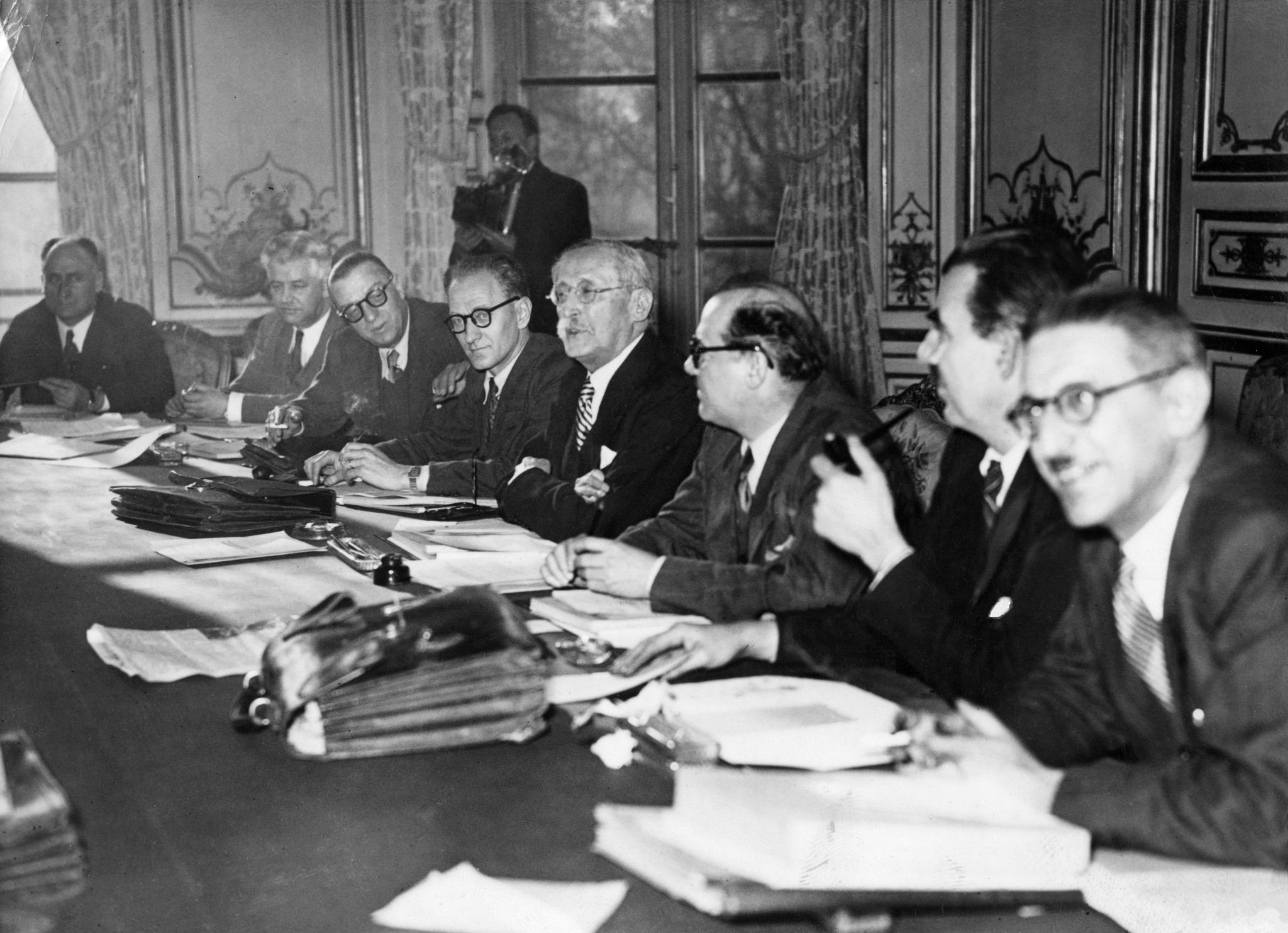
Laurent (3.v.r.) und weitere Mitglied des dritten Kabinetts Blum (Dezember 1946)

Während der Provisorischen Regierung der Französischen Republik bekleidete Laurent im Kabinett de Gaulle I vom 10. September 1944 bis zu seiner Ablösung durch Eugène Thomas am 27. Juni 1945 das Amt des Ministers für Post, Telegrafie und Telefonie (Ministre des postes, télégraphes et téléphones). Bei der Wahl am 21. Oktober 1945 wurde er für die SFIO im zweiten Wahlkreis des Département Nord zum Mitglied der Verfassunggebenden Nationalversammlung (Assemblée nationale constituante) und gehörte dieser beziehungsweise nach der Wahl 2. Juni 1946 sowie am 10. November 1946 der Nationalversammlung (Assemblée nationale) vom 6. November 1945 bis zum 3. Juli 1951 an, nachdem Marcel Guislain bei der Wahl am 17. Juni 1951 zum neuen Abgeordneten in diesem Wahlkreis gewählt wurde. Im Kabinett Blum III übernahm er vom 16. Dezember 1946 bis zum 22. Januar 1947 die Posten als Staatsminister (Ministre d’État) und als Minister für die französischen Überseegebiete (Ministre de la France d’Outre-Mer).
Augustin Laurent wurde zudem 1945 wieder zum Mitglied des Generalrates des Département Nord gewählt und vertrat in diesem bis zu seiner Ablösung durch seinen Bruder Marceau Laurent 1967 erneut den Kanton Pont-à-Marcq. Während dieser Zeit bekleidete er drei Mal das Amt des Präsidenten des Generalrates, und zwar erstmals von 1945 bis zu seiner Ablösung durch Ernest Couteaux 1946. Als Nachfolger von Ernest Couteaux übernahm er nach dessen Tode 1947 zum zweiten Mal den Posten als Präsident des Generalrates und behielt diesen acht Jahre lang bis zu seiner Ablösung durch Jules Emaillé 1955. Jules Emaillé bekleidete das Amt des Präsidenten jedoch nur wenige Monate zwischen April und Oktober 1955, woraufhin Laurent zum dritten Mal Präsident des Generalrates wurde und diesen nunmehr zwölf Jahre lang bis zu seiner Ablösung durch Victor Provo 1967 innehatte.
Am 14. Juni 1955 wurde Laurent darüber hinaus als Nachfolger von René Gaifie Bürgermeister von Lille und bekleidete dieses Amt fast 18 Jahre lang bis zu seinem Rücktritt am 8. Januar 1973, woraufhin der spätere Premierminister Pierre Mauroy neuer Bürgermeister wurde. Neben dem Bürgermeisteramt übernahm er zudem am 1. Januar 1968 das neue Amt des Präsidenten des Gemeindeverbandes von Lille (Communauté urbaine de Lille), der zum 31. Dezember 1966 neu geschaffen wurde. Er hatte diesen Posten bis zum 19. Mai 1971 inne und wurde daraufhin von Arthur Notebart abgelöst.
Sein Neffe André Laurent (1924–2004), Sohn seines jüngeren Bruders Marceau Laurent, war von 1976 bis 1987 Bürgermeister von Wahagnies sowie zwischen 1973 und 1986 Mitglied der Nationalversammlung. Nach seinem Tode wurde er auf dem Cimetière de l’Est de Lille beigesetzt.

## Veröffentlichung
- Jean Lebas. 1978, centenaire de la naissance de Jean Lebas, Ville de Roubaix 1978